# Jean-Max Bellerive

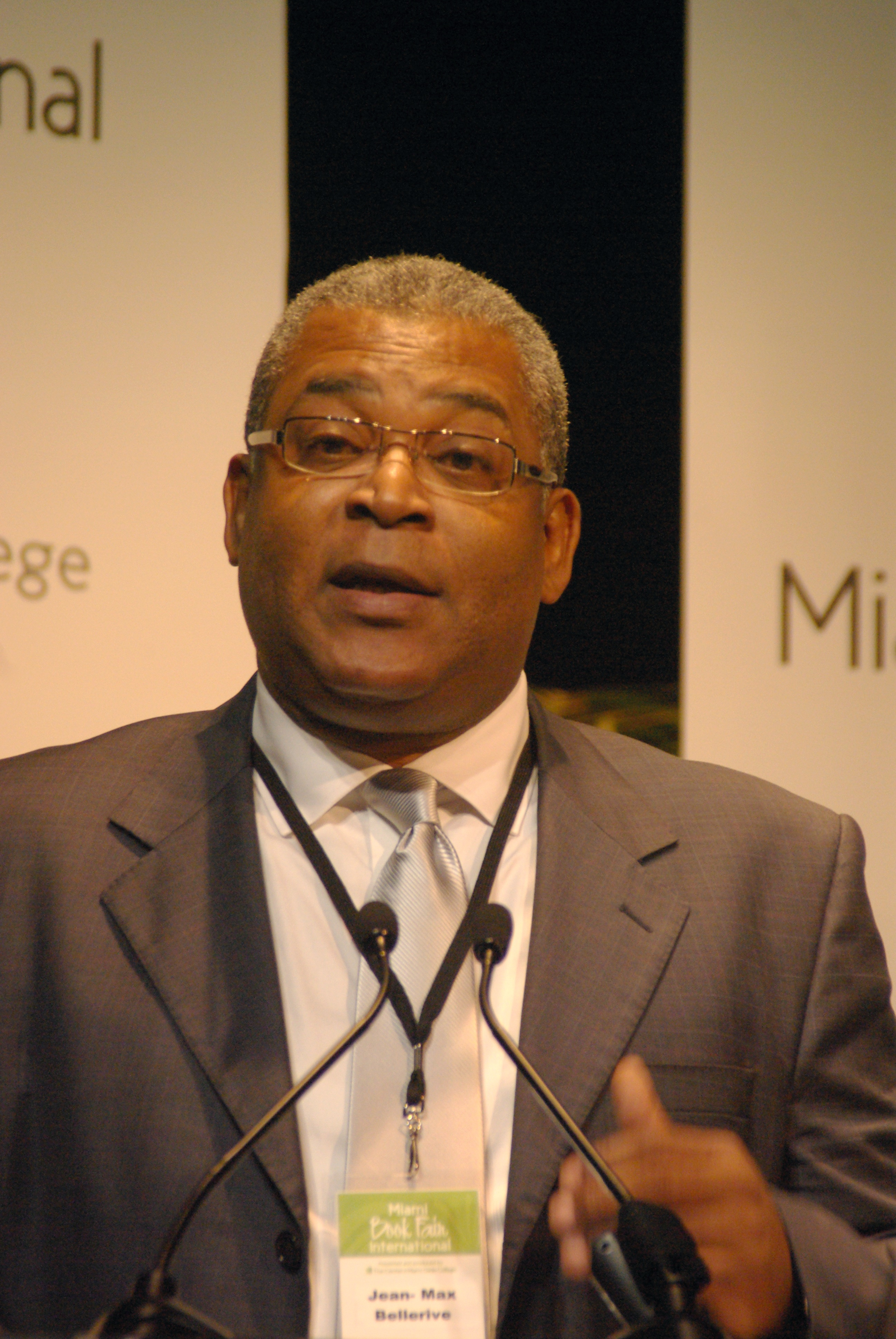
Jean-Max Bellerive

Jean-Max Bellerive (Port-au-Prince, 1958) is een Haïtiaans politicus en de voormalige premier van Haïti. Hij werd op 30 oktober 2009 aangesteld door president René Préval, een dag nadat de senaat zijn voorganger Michèle Pierre-Louis was weggestemd. In 2011 diende hij zijn ontslag in.
Bellerive is de zoon van een prominente doktor en inmiddels getrouwd en vader van twee dochters. Op jonge leeftijd heeft hij gestudeerd in Zwitserland, Frankrijk en België. Met een graad in de Political Science en International Relations, keerde Bellerive in 1986 terug naar zijn vaderland, net voor de val van Jean-Claude Duvalier.
Célestin · Préval · Honorat · Bazin · Malval · Michel · Werleigh · Smarth · Alexis · Chérestal · Neptune · Latortue · Alexis · Pierre-Louis · Bellerive · Conille · Lamothe · Guillaume · Paul · Jean · Jean-Charles · Lafontant · Céant · Lapin · Jouthe · Joseph · Henry